# Caroline Shaw

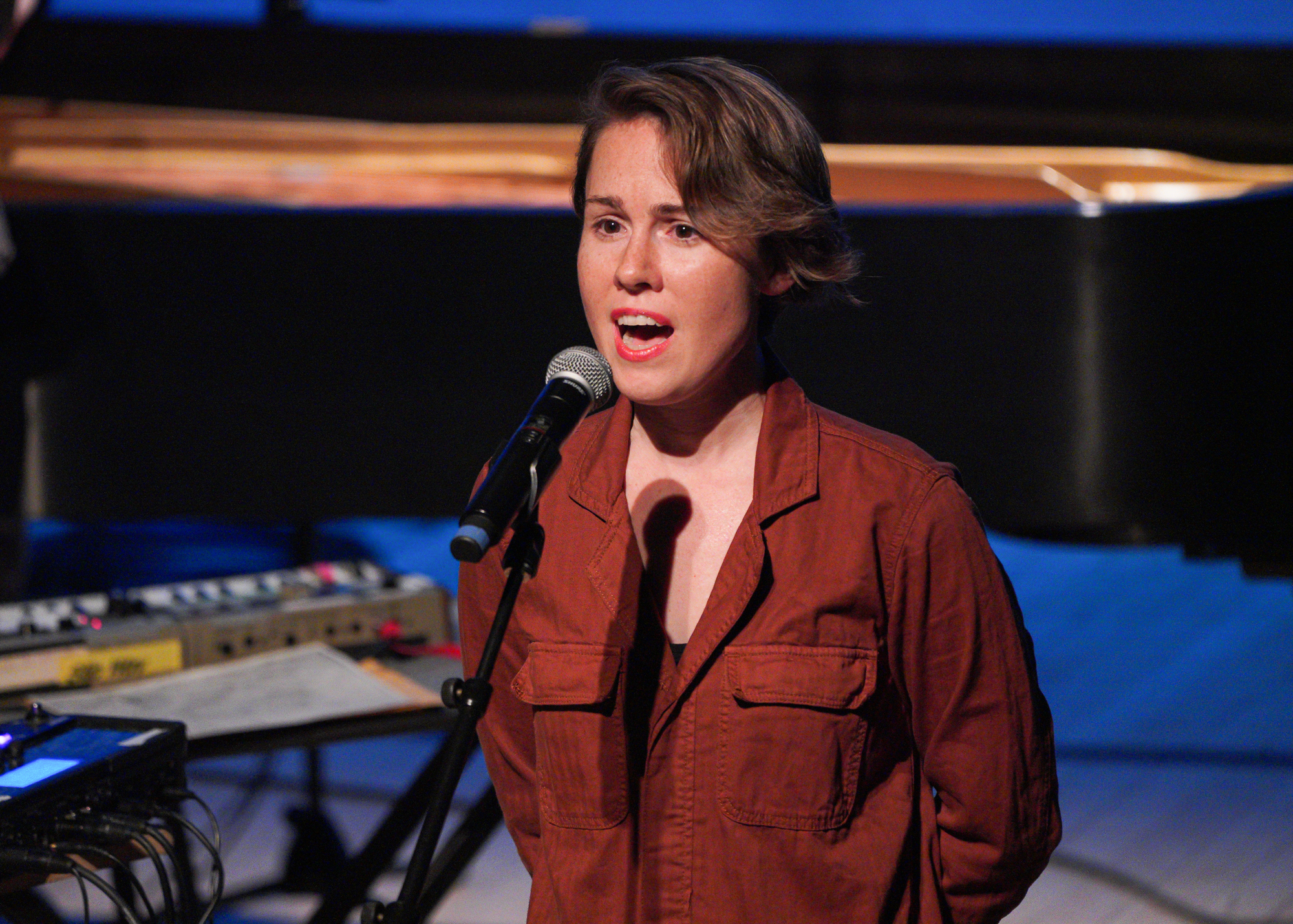
Caroline Shaw, 2020

Caroline Adelaide Shaw (Greenville, North Carolina, 1 augustus 1982) is een Amerikaanse componiste van eigentijdse klassieke muziek. Haar werk overschrijdt de grenzen tussen klassiek en andere genres. Zij krijgt regelmatig compositie-opdrachten van orkesten, ensembles en solisten, en heeft ook filmmuziek geschreven. Shaw is behalve als componist ook actief als vocalist en violist. 
Ze kreeg in 2013 de Pulitzerprijs voor muziek voor het a capella stuk Partita for 8 Voices. In 2022 kreeg ze een Grammy Award voor beste hedendaagse klassieke compositie voor Narrow Sea.

## Biografie
Shaw keeg toen ze twee was haar eerste vioollessen van haar moeder, een violiste, die haar les gaf volgens de Suzukimethode. Ze was al jong lid van het plaatselijke kerkkoor en maakte haar eerste composities tijdens muziekzomerkampen. Zij studeerde muziek (viool) aan Rice University en Harvard University, waar ze in 2007 haar Master haalde.
In 2009 sloot Shaw zich aan bij een nieuwe vocale groep, Roomful of Teeth. Initiatiefnemer was de zanger en componist Brad Wells, die een ensemble wilde oprichten dat zich niet zou houden aan de tradities van klassieke zang. De groep kreeg onder andere les in jodelen, keelzang en belting om hun zangtechniek te verbreden. Shaw schreef een aantal a-capella werken voor Roomful of Teeth, die werden samengevoegd in Partita for 8 Voices. Dit werk kreeg in 2013 de Pulitzerprijs voor Muziek. Shaw was de jongste winnaar ooit en de prijs betekende haar doorbraak als componist.
Aanvankelijk componeerde Shaw vooral voor strijkinstrumenten en zang. Na het succes van Partita for 8 voices ging ze ook voor bredere en meer gevarieerde bezettingen componeren. Ze verwerkt soms ook ongebruikelijke klanken in haar composities, bijvoorbeeld die van keramiek of bloempotten. In 2015 vroeg rapper Kanye West haar om muziek te componeren voor een videogame die hij had ontwikkeld. Zij heeft sindsdien ook als vocalist bijgedragen aan projecten van West. 
Shaw is behalve componist ook vocalist bij Roomful of Teeth en violist bij het American Contemporary Music Ensemble. Zij wordt regelmatig door orkesten, ensembles en solisten gevraagd om voor hen te componeren. Zij schreef onder andere voor Anne Sofie von Otter, Yo-Yo Ma, Renée Fleming, Dawn Upshaw, Los Angeles Philharmonic Orchestra, Seattle Symphony en Cincinnati Symphony Orchestra. Zij maakte ook filmmuziek. 
Orange, een opname van haar strijkkwartetten door het Attacca Quartet won een Grammy in 2020. In 2022 kreeg Shaw een Grammy Award voor beste hedendaagse klassieke compositie voor Narrow Sea, uitgevoerd door het ensemble Sō Percussion, sopraan Dawn Upshaw en pianist Gilbert Kalish. Het titelwerk is gebaseerd op traditionele Noord-Amerikaanse liederen.
In het seizoen 2024-2025 was Caroline Shaw composer in residence bij het Amsterdamse Concertgebouw.

## Discografie
- Orange, 2019
- Narrow Sea, 2021
- Let the soil play its simple part, 2021
- The Wheel, 2022
- Evergreen, 2022

## Externe bronnen
- Website Caroline Shaw